# Vipassaná
Vipassaná (páli) nebo vipašjaná (sanskrt, případně také vipaśyanā, v písmu dévanágarí विपश्यना) je ústřední pojem buddhismu, nejčastěji se překládá jako vhled, případně jako intuitivní poznání. Dle théravádové tradice se jedná o intuitivní poznání tří charakteristik bytí (tilakhana), tedy vhled do pomíjivosti, neuspokojivosti a neosobnosti všech tělesných i duševních jevů.
Přesto, že tato technika pochází od Siddhatthy Gótamy a časově a místně tedy pochází z prostředí buddhismu, technika sama je striktně racionální a nepodléhá žádnému náboženskému učení. Při praktikování je dokonce nežádoucí jakákoli vizualizace či odříkávání textů, natožpak výjevů a textů s náboženskou tematikou.
V širším slova smyslu je často jako vipassaná označovaná tzv. meditace vhledu, čemuž v páli odpovídá výraz vipassaná-bhávaná, což doslovně znamená kultivace nebo rozvíjení vhledu. Jedná se o intenzivní sledování jevů přístupných lidskému vnímání, jejich vyvstávání, existenci a zánik. Praktikování meditace vipassaná by mělo vést k jasnému vhledu do tří základních charakteristik existence – proměnlivosti (aničča), neuspokojivosti (dukkha) a neosobnosti (anattá). Tento vhled, je-li dost silný, vede k odvrácení se od existujících jevů a ke stavu známému jako nibbána (sans. nirvána).

## Praktikování meditace vipassaná
Podle Mahásatipatthána sutty je základem meditace vipassaná sledování a zaznamenávání všech jevů vyvstávajících na polích čtyřech podkladů všímavosti, tedy:
- všímání si těla (kájánupassaná)
- všímání si pociťování (védanánupassaná)
- všímání si stavů mysli (čittánupassaná)
- všímání si obsahů mysli (dhammánupassaná)

Do výše zmíněných kategorií lze rozřadit veškeré lidskému vnímání přístupné fenomény, kterým jsou vlastní tzv. tři charakteristiky (tilakhana), tedy zmíněné aničča (nestálost), dukkha (neuspokojivost) a anattá (neosobnost).

### Mechanismus fungování techniky
Běžně v našem životě reagujeme na podněty a pocity pod vlivem naučených vzorců chování, které ve skutečnosti nejsou v dané situaci žádoucí či již pozbyly důležitosti vlivem všeobecného rozvoje. Dříve byly naše reflexy a okamžité bezmyšlenkovité reakce na podněty důležité pro přežití, avšak v dnešní době, kdy žijeme v relativním komfortu a bezpečí, není nám již třeba takových zbrklých reakcí.
Zmíněné reagování na skutečnosti nám přináší častěji utrpení než užitek, neboť reagujeme buď odporem (nechceme, aby něco nastalo), anebo lpěním (po něčem toužíme), a když se pak realita odchýlí od našich představ, trpíme.
Technika vipassany umožňuje kultivovat naše prožívání na úrovni myšlení, pocitů i tělesných počitků, a to podobným tréninkem jako je trénink fyzický. Záměrně a vědomě se učíme rozpoznávat naše prožitky, a nereagovat na ně touhou, ani odporem, pouze je pozorovat. Takový vytrvalý trénink dá postupem času našemu myšlení malý prostor, malý časový úsek mezi pocitem a reakcí na něj. Tento mizivý okamžik může být využit pro racionální posouzení situace, jak bude vhodnější reagovat, a zda vůbec má cenu nějak reagovat. V tomto vzácném okamžiku vidíme věci takové, jaké skutečně jsou, ne takové, jakými je uděláme; získáváme možnost volby a tím se stáváme svobodnějšími.
Takové teorie jsou samozřejmě k nastudování v mnoha různých formách od různých autorů. My je můžeme studovat, můžeme je pochopit, můžeme s nimi souhlasit, avšak to nemůže stačit k našemu plnému osvobození se. Gótama Buddha také studoval u mnoha mistrů velké množství různých technik, avšak neustále se mu nedostávalo plného osvobození. Nakonec zjistil, že nejvyšší stupeň poznání přichází s vlastní zkušeností, takzvaně „na vlastní kůži“.
Vipassana nehledá poznání vně nás, ale uvnitř, snaží se pochopit svět, vesmír, Boha (lhostejno, jaký název tomu přiřadíme) skrze naše vlastní tělo.
Při samotném praktikování sedí člověk nejčastěji v poloze, která je pro evropského člověka značně nepohodlná. Před praktikováním samotné vipassany se soustředění člověka musí nejdříve uklidnit a zpřesnit prostřednictvím základní meditační techniky Ánápána. Teprve po určité době se začíná se samotnou vipassanou, při níž člověk pozoruje postupně pocity po celém svém těle. Snaží se zachytit veškeré své pocity, a ať už jsou jakékoli, příjemné či nepříjemné, silné či slabé, snaží se k nim zůstat plně lhostejný, čímž učí svou mysl namísto bezhlavé reakce identifikovat dění uvnitř. Kromě toho se učí chápat pomíjivost všeho okolo, která je v danou chvíli demonstrovaná pomíjivostí vlastních pocitů. I sebevětší bolest a nepohodlí někdy ustane. Praktikující člověk v danou chvíli tedy zaujme „vědecký“ přístup a snaží se dívat na bolest nezaujatě, tak jako například lékař na bolest pacienta: „Hm, zajímavé, uvidíme, jak dlouho to potrvá…“. Toto nám pomáhá vidět veškeré skutečnosti a své prožitky takové, jaké skutečně jsou, a ne takové, jakými si je uděláme.
Pokud člověk při praktikování pociťuje bolest, zpočátku se pravděpodobně jedná čistě o bolest technického rázu, jeho tělo není zvyklé tak dlouho sedět bez změny polohy. Postupem času se však mohou objevit tzv. bolesti sankhárické. Má se totiž za to, že naše utrpení se v nás hromadí, a pokud ho přestaneme hromadit, to nahromaděné se musí nějak spotřebovat. Zjednodušeně můžeme tento proces ilustrovat na ohni: dokud budeme do ohně přikládat, oheň bude plát, když však přikládat přestaneme, uhlíky se po čase samy spálí, spotřebují a oheň uhasne.
Postupem času se vnímání člověka zjemňuje a zjemňuje a nakonec se zjemní natolik, že je člověk schopen veškerý svůj pocit rozložit na tisíce či miliony malých částic. Tím se naše vnímání propracovává až na buněčnou úroveň, kdy na vlastní kůži pocítí to, co Gótama Buddha tvrdil již před tisíci lety a co se moderní vědci snaží dokázat skrze moderní vědu, a sice že subatomární částice vznikají a zanikají několik milionkrát za sekundu, což opět potvrzuje pomíjivost všeho na světě. Dále se vnímání člověka zjemní natolik, že je schopno proniknout až za hmotu, za pevný svět...

## Kurzy vipassany
V ČR je možné přihlásit se na základní kurz vipassany. Po absolvování základního desetidenního kurzu je poté možné absolvovat i vícedenní kurzy, převážně v zahraničí.

## Nejznámější učitelé

### S. N. Goenka
O popularizaci Vipassany na globální úrovni se zasadil S. N. Goenka, učitel pocházející z Myanmaru. Od začátku jeho působení v roce 1969 vyrostlo po celém světě více než 340 míst, kde se dá Vipassana studovat.
Mahási Sayadaw
Mahási Sayadaw pocházející z Myanmaru v roce 1954 předsedal šestému buddhistickému koncilu a působil zde i v roli závěrečného editora a tazatele. Zasloužil se o popularizaci Vipassany mezi laickými meditujícími a vznik řady meditačních center po celém světě.   

### Théraváda
- Adžán Tong Sirimangalo
- Lakshman Attanayake
- Adžán Sumédhó
- Adžán Sobin S. Namto
- Bhante Henepola Gunaratana (plán) Archivováno 14. 2. 2008 na Wayback Machine.
- Bhikkhu Bódhi
- Bhikkhu Sri Matara Nyanarama (kroky)
- Bhikkhu Katukurunde Nyanananda (analýza)
- Christopher Titmuss
- Gil Fronsdal (plán)
- Jack Kornfield
- Joseph Goldstein
- Larry Rosenberg
- Matthew Flickstein
- Pa Auk Sayadaw
- Rodney Smith
- S. N. Goenka (plán)
- Sajadó U Pandita
- Shaila Catherine  (plán)
- Sharon Salzberg (plán)
- Shinzen Young (plán)
- Sujin Boriharnwanaket (knihy)
- Sujiva (plán)

### Vadžrajána
- Khenchen Thrangu Rinpoche Khenchen Thrangu Rinpoche
- Akong rinpoče
- Sangye Nyenpa
- Tenga rinpoče